# Bartók Rádió
Bartók Rádió – węgierska stacja radiowa, jedna z trzech stacji państwowych (obok Kossuth Rádió i Petőfi Rádió) Magyar Rádió, nazwę swą otrzymała na cześć słynnego kompozytora węgierskiego Béli Bartóka.
- Częstotliwość: 105,3 FM

Stacja kładzie nacisk na muzykę poważną oraz programy dotyczące prozy. W dzień prezentuje zestawienie muzyki poważnej, wieczorem transmisje z koncertów, późnym wieczorem natomiast zestawienie muzyki jazzowej. Pojawiają się też programy rozpowszechniające wiedzę dotyczącą literatury oraz kultury.